# 彰邑城隍廟
彰邑城隍廟位於臺灣彰化縣彰化市，原是守護彰化縣城的官祀城隍廟，是雍正十一年（1733年）由彰化縣知縣秦士望捐俸而建。今廟則是民國六十四年（1975年）重建而成。
其所主祀的城隍原為「顯祐伯」，後來該廟管委會在民國九十年（2001年）擲筊請示後，晉升為「仁愛侯」。

## 沿革
彰邑城隍廟是由知縣秦士望於清雍正十一年（1733年）捐俸興建而成，位於彰化縣城東門內，屬座北朝南。
後由知縣朱山與胡應魁分別在乾隆二十二年（1753年）與嘉慶五年（1800年）重修過。
日治時期，彰邑城隍廟未像臺灣其他官祀城隍廟被佔用或拆毀，但到了皇民化運動時期，彰化市市尹安詮院貞熊強制將該廟收歸彰化市役所管理，並禁止信眾參拜。
於二次大戰後，城隍廟為彰化市政府接管，但一度遭人佔用，直到民國六十年（1971年）成立管理委員會，隔年將年久失修的舊廟拆除重建，於民國六十四年（1975年）落成。

## 祀奉神尊

### 主祀
- 仁愛侯 城隍尊神

### 陪祀
一樓：
- 十八司爺
- 文武判官
- 六將尊神：謝將軍、范將軍、枷將軍（枷爺）、鎖將軍（鎖爺）、牛將軍、馬將軍。
- 皂隸
- 五營將軍
- 地藏王菩薩
- 風雲雷雨山川諸神座
- 福德正神
- 八卦童子神位

二樓：
- 觀世音菩薩
- 韋馱護法
- 五府千歲
- 城隍夫人
- 註生娘娘
- 邑主姑娘
- 謝范將軍
- 八卦童子

## 活動

### 春秋靖安巡繞綏境
彰邑城隍廟承循古制於清明及中元兩大節日由范謝將軍巡視地方無固定路線出巡，而在這兩日范謝將軍皆會前往彰邑城隍廟大二爺會值年正副爐主宅邸賜福。

### 十二年一科迎城隍
自清代起彰化縣內會於城隍聖誕前恭請城隍爺巡視地方，舉辦時間為一甲子一次，自日治時期便無辦理的記錄，國民政府來臺後開啟中華民國執政時期方有復辦，然而因時間間隔過長地方仕紳與彰邑城隍廟管理委員會商討後復經請示城隍爺後始有十二年一科彰化迎城隍，擇定每逢子年恭置天臺恭請城隍爺登座天臺於正月十五上元節吉時由縣長擲筊請示上蒼是否賜旨辦理迎城隍稽巡本地查狩，如有聖筊則再請示繞境日期若無聖筊則再等待十二年下一個子年到來。

## 外部連結
- 彰邑城隍廟的Facebook專頁
- 彰邑城隍廟-廟宇文化工作室 （页面存档备份，存于）
- 彰化城隍廟-半線訪古
- 城隍廟 — 文化資源地理資訊系統 （页面存档备份，存于）

### 新聞
- 湯世名. . 自由時報 (彰化). 2015-08-17  [2016-10-26]. （原始内容存档于2019-06-29）.